# Guinness

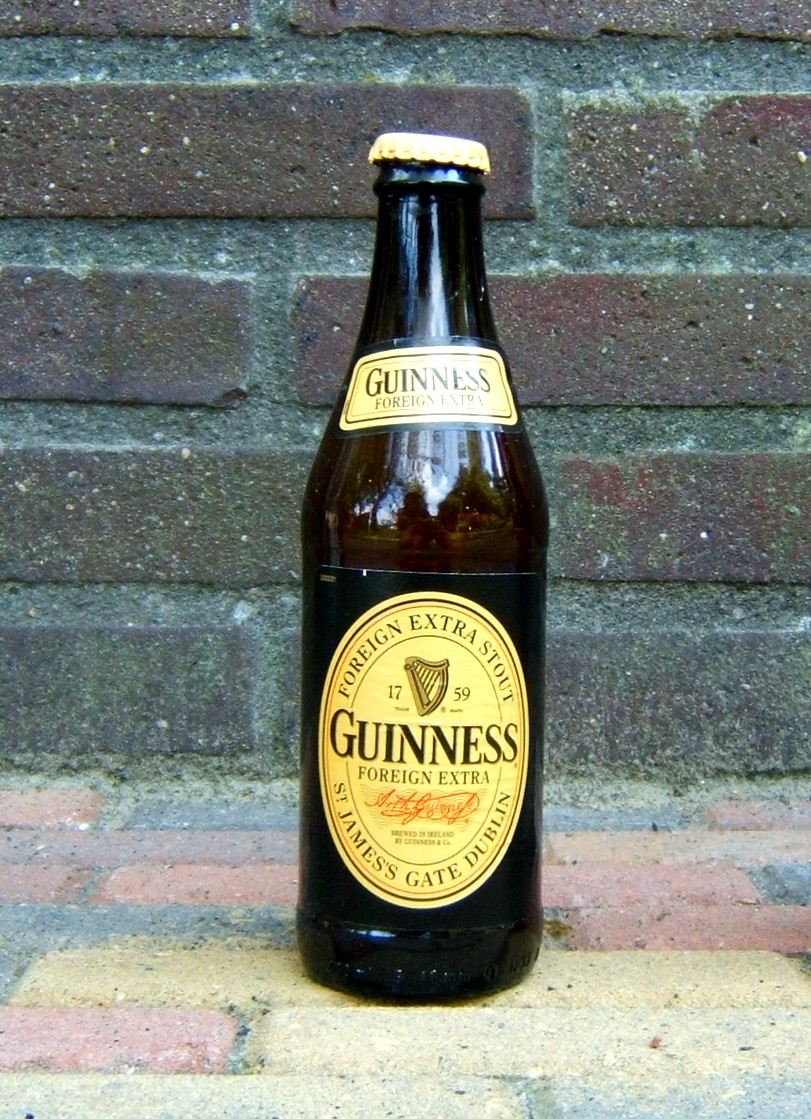
Een flesje Guinness

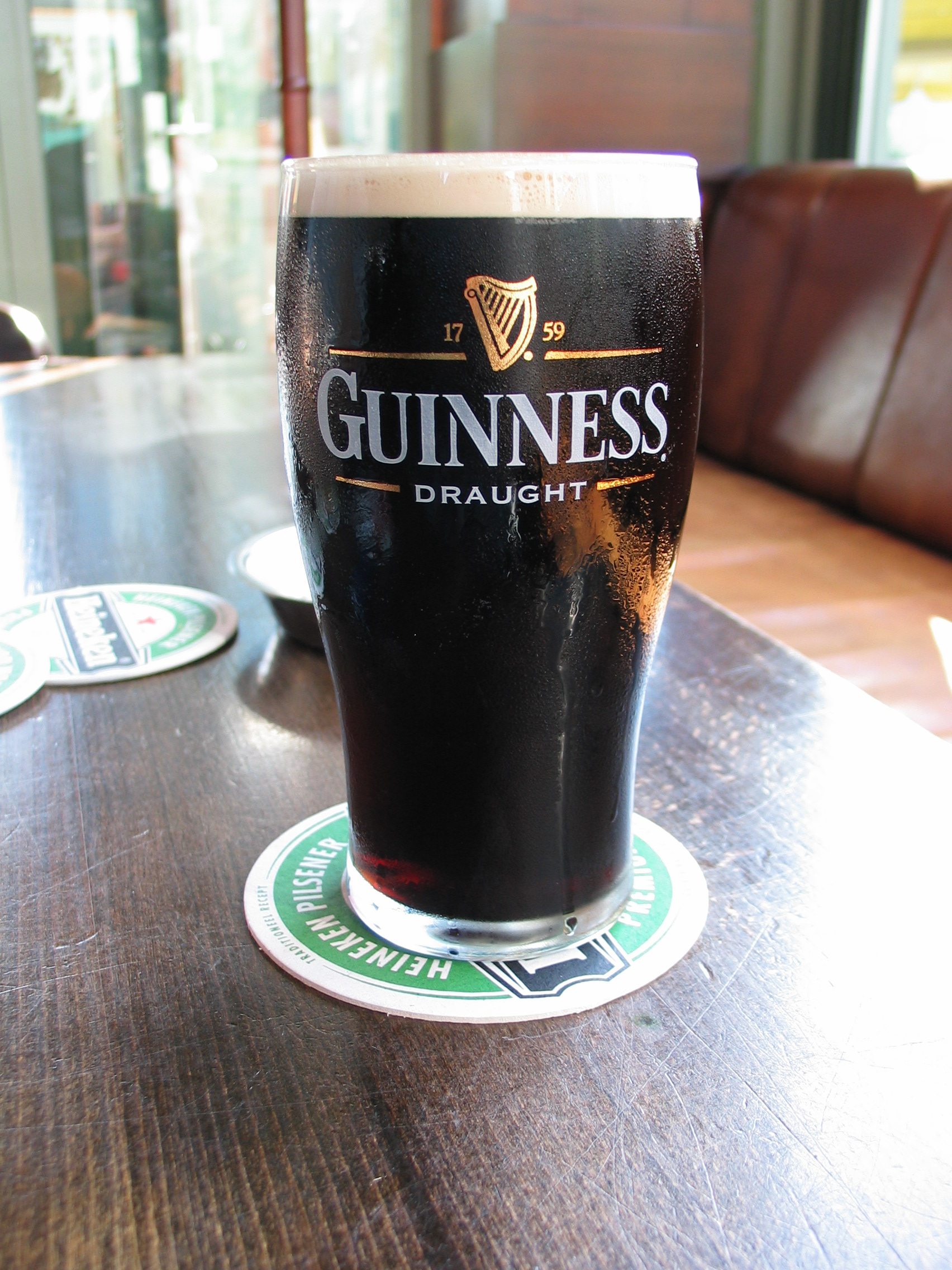
Een pint Guinness, geplaatst op een on-Iers bierviltje

Guinness, officieel St. James' Gate brewery, is een bierbrouwerij in Dublin, Ierland. De brouwerij werd gesticht in 1759 door Arthur Guinness en produceerde oorspronkelijk een porter. Uit deze porter kwam later een stout-porter voort, de huidige stout.
Arthur Guinness was een revolutionair waar het ging om personeelsbeleid: hij gaf zijn mensen 10–20% boven de standaard, gaf een weduwepensioen en betaalde vrije dagen (dat bestond niet in die tijd). Daarnaast verschafte hij ook gratis gezondheidszorg, onderwijs en meer. In 1930 was 1 op de 10 mannen in Dublin direct of indirect afhankelijk van de brouwerij.

## Guinness-bier
Het bekendste product van de brouwerij, kortweg ook Guinness geheten, is een bier van het type stout. 
De kleur van Guinness wordt vaak aangezien voor zwart, maar in het juiste licht is te zien dat het bier eigenlijk robijnrood is, wat door Guinness zelf bevestigd wordt.
Het bier wordt vandaag de dag volgens de brouwerij nog steeds gebrouwen als vroeger, met vier ingrediënten: water, gerst, hop en gist. Het water dat bij dit proces gebruikt wordt is, in tegenstelling tot wat vele Ieren elkaar proberen wijs te maken, niet afkomstig uit de Liffey die door Dublin stroomt, maar van een bron die zich op enige afstand van Dublin, in de Wicklow Mountains bevindt.
Het bier zou volgens de traditie ingeschonken moeten worden op zodanige wijze, dat er tijdens het tappen een klavertje of een harp (beide symbolen die kenmerkend zijn voor Ierland) getekend kan worden in de stevige schuimkraag. Uiteindelijk laat men het schuim bezinken en tapt men bij tot het glas gevuld is met bier.

## Varianten
Guinness is verkrijgbaar in een aantal varianten en sterkten, waaronder:
- Guinness draught stout, verkocht in fusten (4,1–4,3 volumeprocent alcohol);
- Guinness Brewhouse Series (Limited edition). Beperkt verkrijgbare bieren sinds 2005. Elk limited editie is verkrijgbaar voor een half jaar;
- Extra Cold draught stout, eveneens afgevuld in fusten voor het tappen wordt dit bier door een koeler geleid (4,1–4,3 vol% alc.);
- Gebottelde Guinness draught, met een gepatenteerde widget om de smaak te simuleren van een getapt biertje (4,1–4,3 vol% alc.);
- Ingeblikte Guinness draught, eveneens met een widget (4,1–4,3 vol% alc.);
- Guinness Original/Extra Stout, wat heden het dichtste bij het oorspronkelijke stout komt wat Arthur Guinness gebrouwen heeft (4,2–4,3 vol% alc. in Engeland en Ierland), 5 vol% alc. (Canada, vasteland van Europa) en 6 vol% alc. (Verenigde Staten, Australië en Japan);
- Guinness Foreign Extra Stout, verkocht in West-Afrika, de Caraïben en Azië (5 vol% alc. in China, 6,5 vol% alc. in Jamaica, 7,5 vol% alc. in West-Afrika en 8 vol% alc. in Maleisië);
- Guinness Foreign Extra Stout Nigeria, wat gebruikmaakt van sorghum in het brouwproces omdat in Nigeria een restrictie geldt op de teelt van gerst. De variant met 7,5 vol% alc. wordt verkocht in Nigeria en Groot-Brittannië;
- Guinness Special Export Stout, speciaal gebrouwen voor België (wordt ook in Nederland verkocht) (8 vol% alc.);
- Guinness Bitter, een Engelse stijl van bier met 4,4 vol% alc.;
- Guinness Extra Smooth, een mildere variant van de stout verkocht in Ghana, Kameroen en Nigeria (6 vol% alc.);
- Malta Guinness, een niet-alcoholische gearomatiseerde moutdrank die wordt verkocht in Afrika.
- Guinness Nitro IPA, Blik 440 ml 5,3% De enige IPA ter wereld met stikstof. Hierdoor krijgt dit bier zijn zachte smaak en de dichte schuimkraag.

Gebruikte hopsoorten: Admiral, Celeia, Topaz, Cascade, Challenger.
De brouwerij produceert naast het belangrijkste merk ook nog andere merken zoals Harp, Smithwick's en Kilkenny. Guinness heeft ook een licentie om Budweiser (Anheuser-Busch) te produceren.
Niet meer geproduceerde versies van Guinness zijn onder meer: Guinness's Brite Lager, Guinness's Brite Ale, Guinness Light, Guinness XXX Extra Strong Stout, Guinness Cream Stout, Guinness Gold, Guinness Pilsner en Guinness Special Light. Andere niet meer geproduceerde merken van de Guinnessbrouwerij zijn bijvoorbeeld Enigma Draught Lager en Breo White Beer, maar ook de St. James's Gate bieren: Pilsner Gold, Wicked Red Ale, Wildcat Wheat Beer en Dark Angel Lager.

## Logo
In het logo van het bedrijf staat een harp, een nationaal symbool van Ierland. Guinness heeft hiervoor goede afspraken met de Ierse regering moeten maken, aangezien het nationale symbool niet verward mocht worden met de harp van Guinness. Guinness had als eerste een handelsmerk op de harp, dus moest de Ierse regering het spiegelbeeld van de harp gebruiken als nationaal symbool.

## Guinness Book of Records
Guinness is ook de oorspronkelijke uitgeverij van het Guinness Book of Records. Oorspronkelijk was het bedoeld om gespreksstof te leveren in cafés.

## Trivia

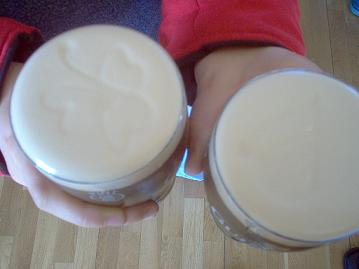
Ierse symbolen in het schuim van Guinness

- Na de verhuizing van Leixlip naar Dublin in 1759, werd in datzelfde jaar een pachtcontract van 45 pond per jaar voor een periode van negenduizend jaar gesloten.
- In 1886 was de brouwerij uitgegroeid tot de grootste bierbrouwerij ter wereld.[2]
- Guinness wordt tegenwoordig in verschillende varianten in 51 landen gebrouwen en het wordt in 150 landen verkocht.
- In de oude bedrijfshal van de St. James Brewery (het Guinness Storehouse) is een biermuseum ingericht, dat sinds eind jaren 1990 een toeristische trekpleister voor Dublin vormt. Het café op de bovenste verdieping geeft een goed uitzicht over de stad.
- Toen in 1861 prins Albert, de gemaal van koningin Victoria, overleed werd er zoals toentertijd gebruikelijk een toost met champagne uitgebracht op de overledene. Een Ierse pub-eigenaar heeft toen om er de zwarte rouw-kleur aan te geven champagne aan een glas Guinness toegevoegd en dit onder de naam Black Velvet verkocht. Het werd een succes.